# Щербак Віталій Олексійович
Щербак Віталій Олексійович (нар. 21 квітня 1954, с. Матяшівка, Обухівського району, Київської області) — український історик, доктор історичних наук, професор. Спеціалізується на дослідженнях історії ранньомодерного українського суспільства та історії українського козацтва.

## Біографія
Народився 21 квітня 1954 р. в с. Матяшівка, Обухівського району, Київської області. У 1971—1976 рр. навчався на історичному факультеті Київського державного університету імені Т. Г. Шевченка. З 1976 по 1979 рр. — науковий співробітник Музею народної архітектури та побуту УРСР. З 1979 по 1999 рр. — науковий співробітник Інституту історії України НАН України. З 1999 по 2013 рр. — професор кафедри історії та декан гуманітарного факультету Національного університету «Києво-Могилянська академія». З 2003 по 2012 рр. — голова спеціалізованої вченої ради з історії. Впродовж 2004—2013 рр. — голова редколегії часописів: «Наукові записки НаУКМА. Історичні науки» та «Магістеріум. Історичні студії». З 2013 р. професор кафедри історії України Київського університету імені Бориса Грінченка; голова спеціалізованої вченої ради з історії; головний редактор наукового журналу «Київські історичні студії». Стажувався у Варшавському ун-ті (1992), Ягеллонському ун-ті (1994) (Польща) та Гіссенському ун-ті (Німеччина, 2012).
Доктор історичних наук (1999). Професор (2002). Нагороджений знаками МОН України «Відмінник освіти України» (2005), «Петро Могила» (2009). Подяка київського міського голови «За вагомий особистий внесок у розвиток вітчизняної науки» (2004), почесна відзнака «Срібний клейнод Родини Мазеп» (2012). Автор понад 350 наукових праць. Наукові інтереси охоплюють проблеми ранньомодерного суспільства України, українського державотворення та історії українського козацтва.

## Праці
- «Антифеодальні рухи на Україні напередодні визвольної війни 1648—1654 рр.» — К.: Наукова думка, 1989. — 127 с.;
- «Формування козацького стану в Україні (друга половина XV — середина XVII ст.)». — К.: Ін-т історії України НАН України,1997. — 180 с.;
- «Україна — козацька держава. Ілюстрована історія українського козацтва у 5175 фотосвітлинах» / у співавт. та наук. редактор. — К.: Емма, 2004. — 1216 с.;
- «Українське козацтво: формування соціального стану (друга половина XV — середина XVII ст.)». — К.: Видавничий дім «КМ Академія», 2006. — 296 с.;
- «Українське козацтво. Золоті сторінки історії» / у співавт. та наук. редактор. — К.: Кристал Бук, 2015. — 399 с.;
- «Історія Запорозької Січі» / у співавт. — К.: Арій, 2015. — 240 с.;
- «Документи українського козацтва XVI — першої половини XVII ст.: універсали, листування, угоди, присяги» / у співавт. — К.: Інститут української археографії та джерелознавства імені М. С. Грушевського НАН України, 2016. — 608 с.;
- «Державна ідея в ранньомодерній Україні». — Вінниця: Твори, 2019. — 220 с.